# Wilhelm Kuchen
Wilhelm Kuchen (* 27. Mai 1926 in Aachen; † 26. November 2008 ebenda) war ein deutscher Chemiker und erster Direktor des Instituts für Anorganische Chemie und Strukturchemie an der 1965 neu gegründeten Heinrich-Heine-Universität Düsseldorf.

## Leben
Nach seinem Abitur 1944 am Rhein-Maas-Gymnasium Aachen studierte Wilhelm Kuchen ab 1946 Chemie an der RWTH Aachen und schloss dieses im Jahr 1951 mit seinem Diplom ab. Ein Jahr später promovierte er als Assistent von Robert Schwarz mit dem Thema „Über organische Derivate der Kieselsäure und die Etherspaltung durch SiCl4“. Kuchen blieb weiterhin am Aachener Institut, bevor er mit einem Auslandsstipendium der Deutschen Forschungsgemeinschaft in den Jahren 1954/55 als Gastassistent für Harry Julius Emeléus an der Universität Cambridge tätig wurde. Nach seiner Rückkehr zur TH Aachen habilitierte er sich im Jahr 1957 mit dem Thema: „Beiträge zur Chemie der Organophosphorverbindungen“ und er wurde anschließend als Privatdozent unter Martin Schmeißer übernommen. Im Jahr 1961 übernahm Kuchen zusätzlich noch eine Gastdozentur an der Universität Bonn. Darüber hinaus war er von 1962 bis 1964 Mitglied des Senats und des Finanz- und Verfassungsausschusses der TH Aachen. Schließlich wurde er hier im Jahr 1964 noch zum außerplanmäßigen Professor ernannt.
Im Jahr 1965 erhielt Kuchen einen Ruf zum ordentlichen Professor für Anorganische Chemie an die neu gegründete Heinrich-Heine-Universität in Düsseldorf, wo man ihm zugleich auch zum ersten Direktor des Instituts für Anorganische Chemie und Strukturchemie beförderte. Während dieser Anfangsjahre hielt er bis 1968 trotzdem noch eine Gastprofessur in Aachen aufrecht. Darüber hinaus war Kuchen zudem Vorsitzender bzw. Mitglied zahlreicher Kommissionen, die sich unter anderem mit der Planung, dem Bau und der Einrichtung der noch zu gründenden Institute für Naturwissenschaften sowie der Etablierung einer mathematisch-naturwissenschaftlichen Fakultät und der Einführung eines mathematisch-naturwissenschaftlichen Studiums an der neuen Universität befassten. Nachdem er bereits 1975 zum Mitglied des Senats gewählt wurde, wählte man ihn 1976 zum Dekan der mathematisch-naturwissenschaftlichen Fakultät sowie bis 1979 noch zu deren Prodekan. Im Jahr 1991 wurde Kuchen emeritiert und er verbrachte seinen Lebensabend bis zu seinem Tod am 26. November 2008 in seiner alten Heimatstadt Aachen.
Das Hauptarbeitsgebiet Kuchens lag in seinen Anfangsjahren im Institut von Robert Schwarz bei den Forschungsarbeiten zu Kieselsäureestern sowie bei der Entwicklung von thermisch belastbaren Isolierstoffen für die Elektrotechnik. Unterstützung für seine Arbeiten erhielt er unter anderem durch die Siemens-Schuckertwerke mit Sitz in Berlin, Erlangen und Nürnberg und seine Ergebnisse führten daraufhin zur Erteilung von mehr als 40 in- und ausländischen Patenten. Später bei Emeléus in Cambridge konzentrierte er sich auf die Erforschung der Halogen-Silane sowie danach vorrangig auf die Synthese sowie die Eigenschaften und Anwendungen von Organophosphor- und Koordinationsverbindungen, die Herstellung metallionenselektiver Ionenaustauscher durch Matrixprägung mit wohl definierten Metallkomplexen, Untersuchung zur Struktur und Reaktivität kleiner Moleküle der Phosphorchemie in der Gasphase sowie auf die Synthese von Makrocyclen mit P-Atomen als Ringglied und ihre Verwendung als Komplexbildner bei der Flüssig-Flüssig-Extraktion von Metallionen.
Darüber hinaus war Kuchen Autor zahlreicher Fachpublikationen für deutsche und internationale Fachzeitschriften.

## Werke (Auswahl)
- Über organische Derivate der Orthokieselsäure und die Ätherspaltung durch Siliciumtetrachlorid; Organisation. - o. O., 1952
- Beiträge zur Chemie der Organophosphorverbindungen; Organisation. - o. O., 1957